# Nicolae Văcăroiu
Nicolae Văcăroiu (f. 5. december 1943) var Rumæniens premierminister i 1992-96.
Siden 2000 har Văcăroiu været præsident af det rumænske senat. Da præsident Traian Băsescu var suspenderet i 2007 var Văcăroiu midlertidlig præsident af Rumænien i fire uger.